# Dalbergia nigra
Dalbergia nigra är en ärtväxtart som först beskrevs av Vell., och fick sitt nu gällande namn av George Bentham. Dalbergia nigra ingår i släktet Dalbergia, och familjen ärtväxter. IUCN kategoriserar arten globalt som sårbar. Inga underarter finns listade i Catalogue of Life.

## Bildgalleri

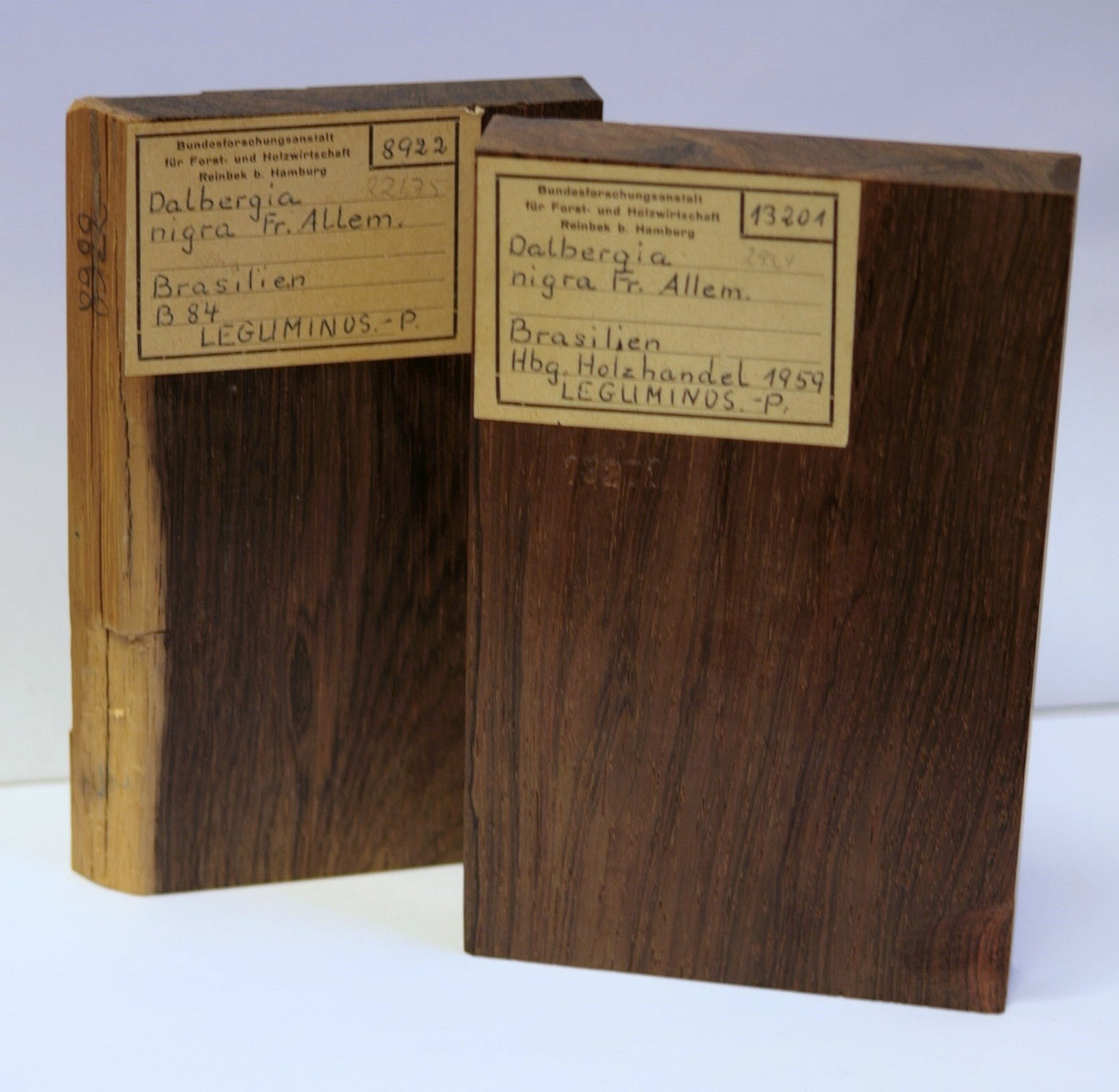
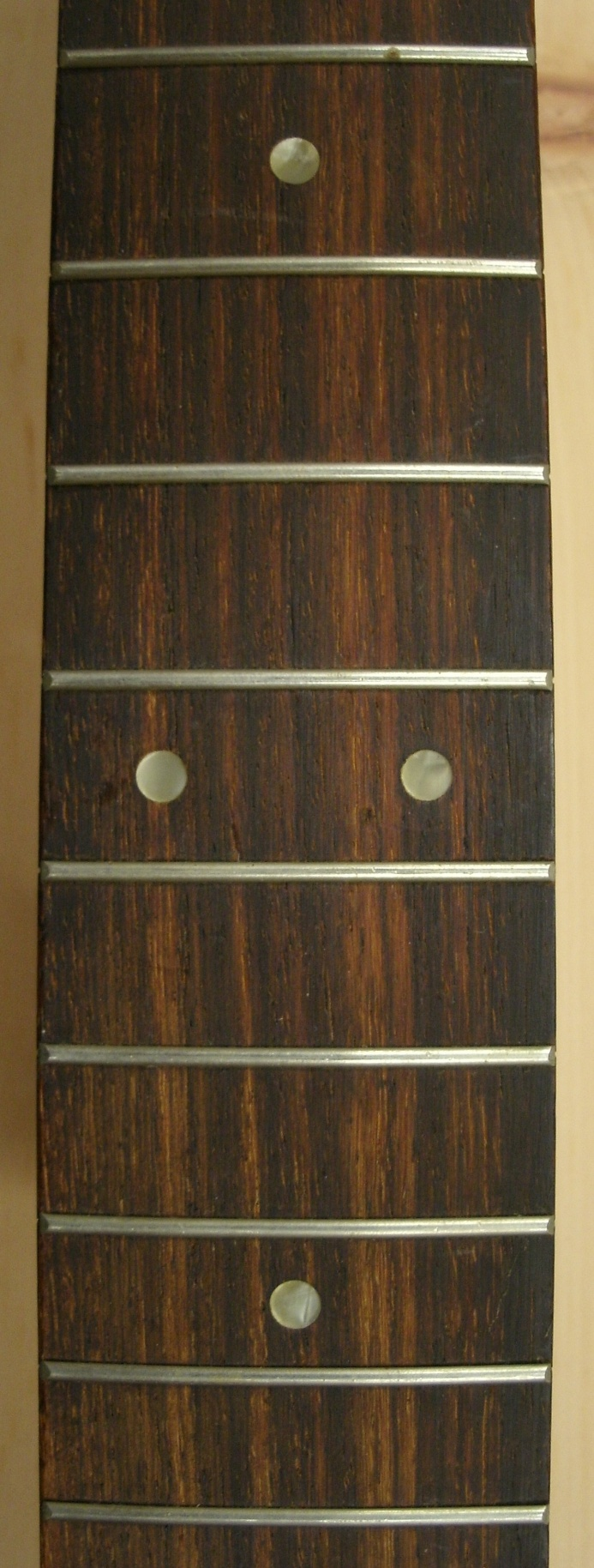
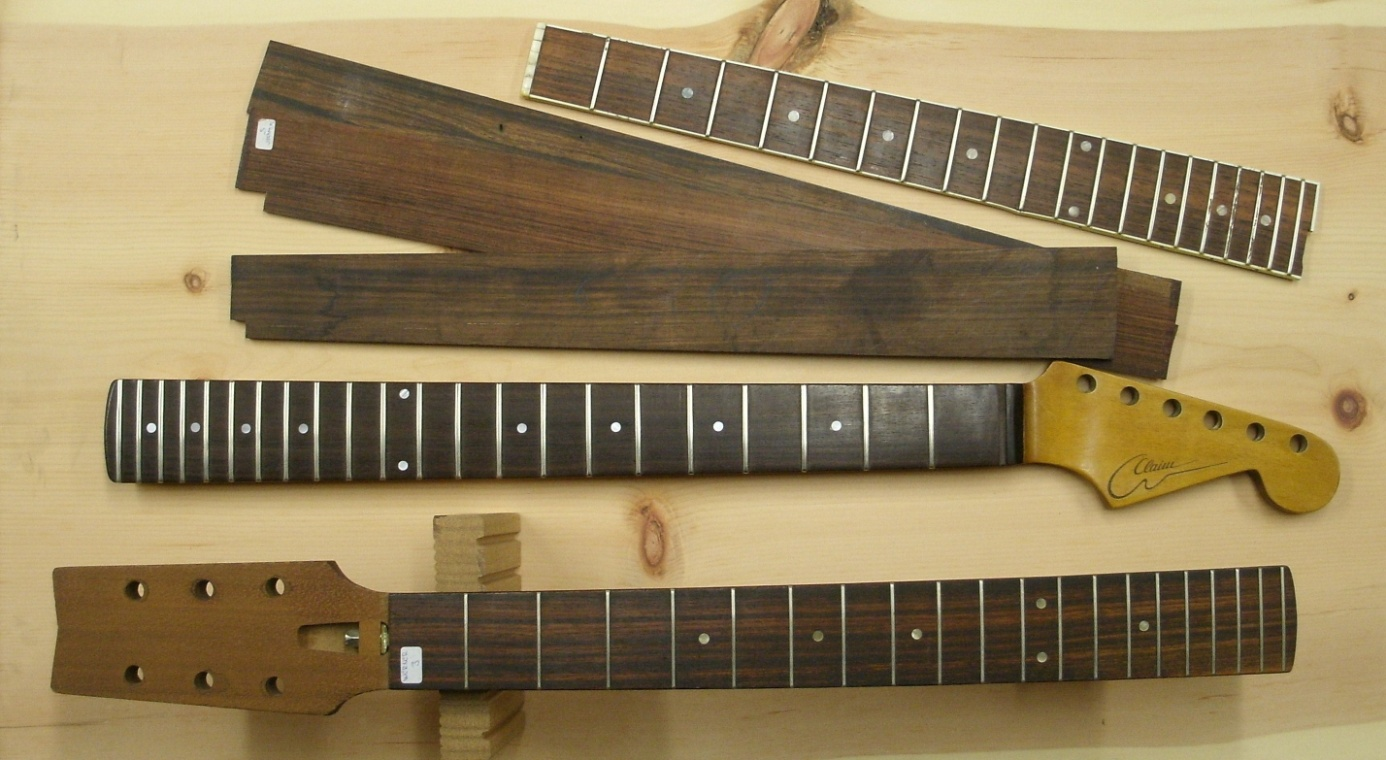
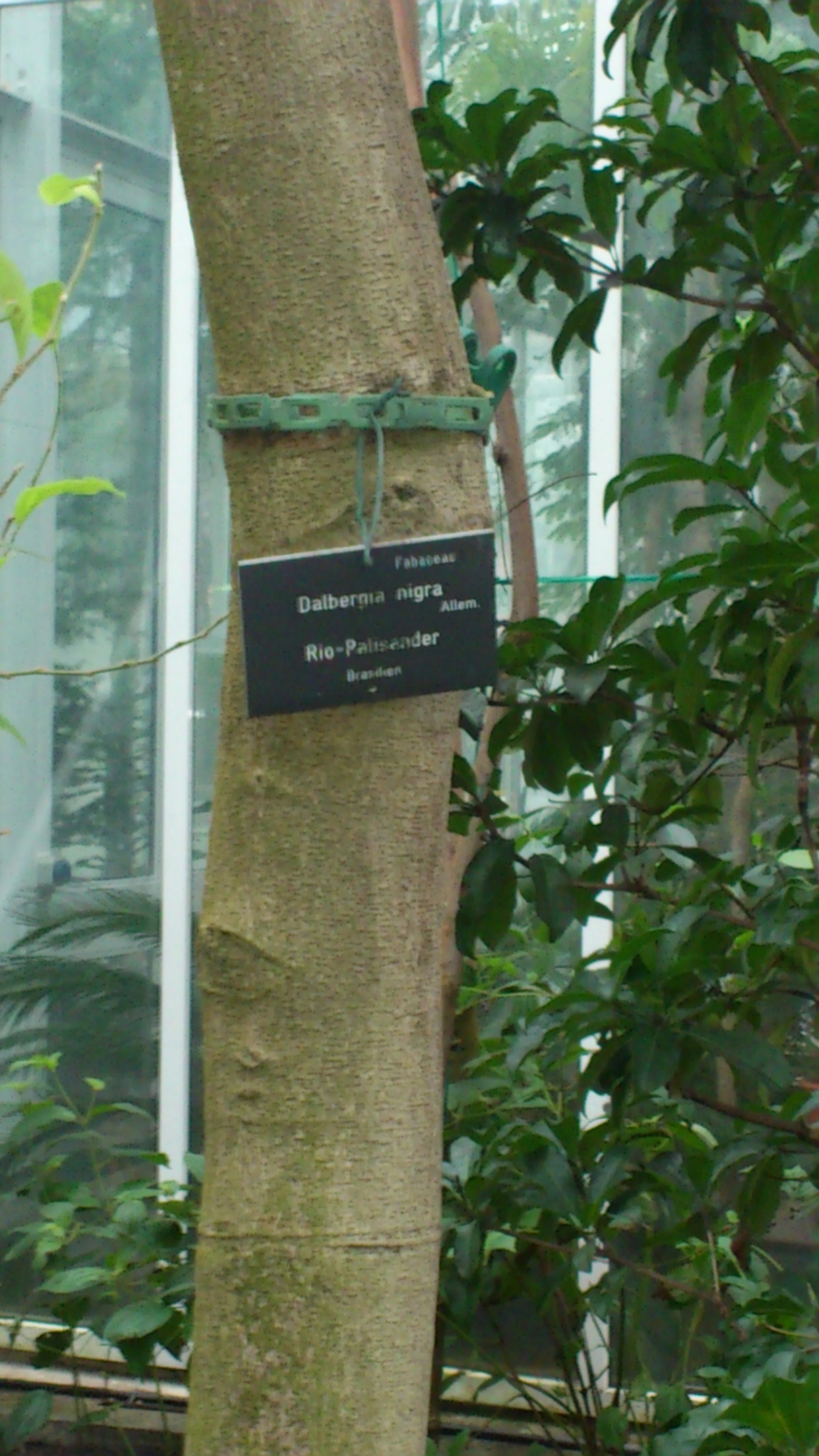
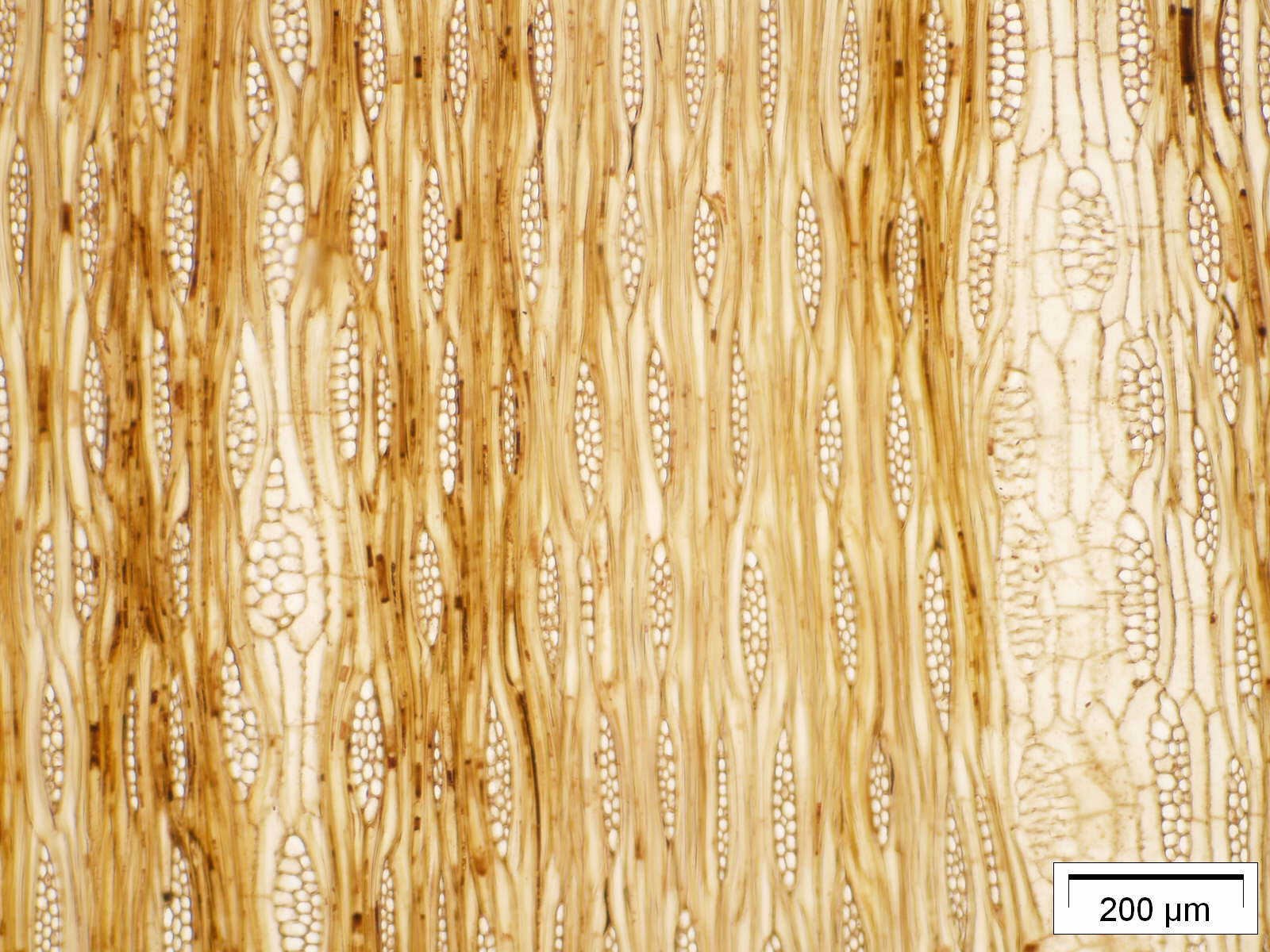